# Baryceros mirandus
Baryceros mirandus är en stekelart som först beskrevs av Cresson 1873.  Baryceros mirandus ingår i släktet Baryceros och familjen brokparasitsteklar. Inga underarter finns listade.